# Miche (film)
Pour plus de détails, voir Fiche technique et Distribution.
Miche est un film français réalisé par Jean de Marguenat, sorti en 1932.

## Fiche technique
- Titre : Miche
- Réalisation : Jean de Marguenat
- Scénario : Jean de Marguenat
- Photographie : Jacques Montéran
- Musique : Charles Borel-Clerc et Lionel Cazaux
- Production : Les Studios Paramount
- Format :  Noir et blanc - 35 mm - Son mono
- Pays d'origine :  France
- Genre : Drame
- Durée : 75 minutes
- Date de sortie : 28 avril 1932
- Affiche : Roger Cartier (France)

## Distribution
- Robert Burnier : Jacques de Peyrière
- Suzy Vernon : Micheline
- Marguerite Moreno : Mme Sorbiet
- Edith Méra : comtesse Esera
- Magdeleine Bérubet : Mme Carpezaud
- Armand Dranem : Maître Raphaël Demaze
- Pierre Moreno